# Cimberis compta
Cimberis compta là một loài bọ cánh cứng trong họ Nemonychidae. Loài này được LeConte miêu tả khoa học đầu tiên năm 1876.